# Балка Темуш
Балка Темуш — балка (річка) в Молдові (у межах Придністров'я). Ліва притока річки Дністра (басейн Чорного моря).

## Опис
Довжина балки 11 км, похил річки 4,6 м/км, площа басейну водозбору 245 км². Формується декількома балками та загатами. На деяких ділянках балка пересихає.

## Розташування
Бере початок на південно-західній стороні від села Веселе. Тече переважно на південний захід через села Шипку та Ташлик і впадає в річку Дністер.

## Цікаві факти
- На балці існують водокачки, водосховища, артезіанська свердловина, газгольдер та газові свердловини[2].